# Антълоуп
Окръг Антълоуп (на английски: Antelope County) е окръг в щата Небраска, Съединени американски щати. Площта му е 2222 km², а населението - 7452 души (2000). Административен център е град Нийлий.